# Kanton Blagnac
Blagnac is een kanton van het Franse departement Haute-Garonne. Het kanton maakt deel uit van het arrondissement Toulouse.

## Gemeenten
Het kanton Blagnac omvatte tot 2014 de volgende gemeenten:
- Beauzelle
- Blagnac (hoofdplaats)
- Cornebarrieu
- Mondonville

Bij de herindeling van de kantons door het decreet van 13 februari 2014, met uitwerking op 22 maart 2015, werden daar de volgende 2 gemeenten aan toegevoegd:
- Aussonne
- Seilh